# Cantastoria

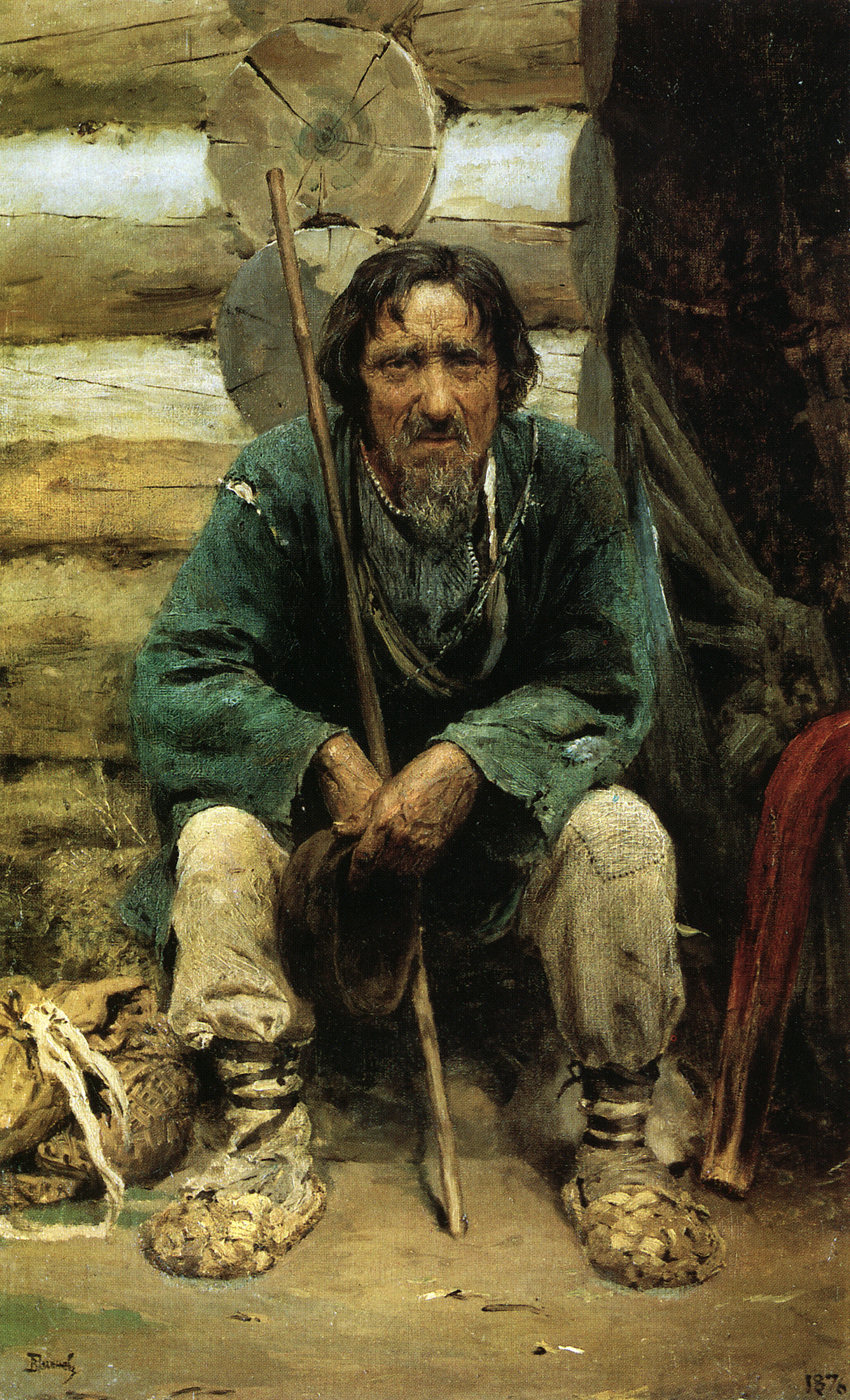
Narrador de bylina Nikita Bogdanov, de Vasilij Polenov, 1876

Un cantastoria,  cantastorie o cantahistoria, cantahistorias es una figura relacionada con la tradición oral o folclórica, un artista callejero que cantaba una historia en mitad de una plaza o calle mientras gesticulaba o mostraba imágenes. También solían usar instrumentos como cítaras o armónicas. Una tradición heredada de aedos y  rapsodas griegos y ministriles y juglares medievales. Figuras similares están presentes en la cultura islámica o india (como las mujeres chitrakar de Bengala occidental) o africana.